# Шорохов Сергій Миколайович
Сергі́й Микола́йович Шо́рохов — прапорщик Державної прикордонної служби України.
У липні 2014 року внаслідок підриву БТРа поранений, оформлений як інвалід ІІ групи. Надалі перебуває на службі в польовому навчальному центрі.

## Нагороди
26 липня 2014 року — за особисту мужність і героїзм, виявлені у захисті державного суверенітету та територіальної цілісності України, вірність військовій присязі під час російсько-української війни, відзначений — нагороджений орденом «За мужність» III ступеня.